# Liechtensteins Billie Jean King Cup-lag
Liechtensteins Billie Jean King Cup-lag representerar Liechtenstein i tennisturneringen Billie Jean King Cup, och kontrolleras av Liechtensteins tennisförbund. 

## Historik
Liechtenstein deltog första gången 1996. Bästa resultat är fjärdeplatser i Grupp II.